# Бен-Насер
Бен-Насер (араб. بن ناصر‎) — город и коммуна в северо-восточной части Алжира, в вилайете Уаргла. Входит в состав округа Тайбет.

## Географическое положение

Коммуна Бен-Насер

Город находится на севере вилайета, на территории одного из оазисов северной Сахары, на расстоянии приблизительно 494 километров (по прямой) к юго-востоку от столицы страны Алжира. Абсолютная высота — 101 метр над уровнем моря.
Коммуна Бен-Насер граничит с коммунами Тайбет и Эль-Борма, а также с территорией вилайета Эль-Уэд. Её площадь составляет 1668 км².

## Климат
Климат города характеризуется как аридный жаркий (BWh в классификации климатов Кёппена). Осадков в течение года выпадает крайне мало (среднегодовое количество — 66 мм). Средняя годовая температура составляет 21,5 °C. Средняя температура самого холодного месяца (января) составляет 10,1 °С, самого жаркого месяца (июля) — 33,3 °С.

## Население
По данным официальной переписи 2008 года численность населения коммуны составляла 10 330 человек. Доля мужского населения составляла 50,8 %, женского — соответственно 49,2 %. Уровень грамотности населения составлял 65,3 %. Уровень грамотности среди мужчин составлял 76,9 %, среди женщин — 53,5 %. 3,5 % жителей Бен-Насера имели высшее образование, 10,1 % — среднее образование.

## Транспорт
Через город проходит национальная автодорога N16.